# Perrigny (Yonne)
Perrigny és un municipi francès, situat al departament del Yonne i a la regió de Borgonya - Franc Comtat. L'any 2007 tenia 1.156 habitants.

## Demografia

### Població
El 2007 la població de fet de Perrigny era de 1.156 persones. Hi havia 456 famílies, de les quals 104 eren unipersonals (40 homes vivint sols i 64 dones vivint soles), 184 parelles sense fills, 144 parelles amb fills i 24 famílies monoparentals amb fills.
La població ha evolucionat segons el següent gràfic:
Habitants censats

### Habitatges
El 2007 hi havia 498 habitatges, 467 eren l'habitatge principal de la família, 6 eren segones residències i 25 estaven desocupats. 478 eren cases i 19 eren apartaments. Dels 467 habitatges principals, 394 estaven ocupats pels seus propietaris, 66 estaven llogats i ocupats pels llogaters i 7 estaven cedits a títol gratuït; 3 tenien una cambra, 12 en tenien dues, 68 en tenien tres, 128 en tenien quatre i 256 en tenien cinc o més. 378 habitatges disposaven pel capbaix d'una plaça de pàrquing. A 184 habitatges hi havia un automòbil i a 260 n'hi havia dos o més.

### Piràmide de població
La piràmide de població per edats i sexe el 2009 era:
| Homes | Edats   | Dones |
| ----- | ------- | ----- |
| 0     | 95 o +  | 0     |
| 0     | 90 a 94 | 8     |
| 4     | 85 a 89 | 12    |
| 0     | 80 a 84 | 8     |
| 8     | 75 a 79 | 8     |
| 12    | 70 a 74 | 16    |
| 24    | 65 a 69 | 36    |
| 40    | 60 a 64 | 24    |
| 52    | 55 a 59 | 36    |
| 68    | 50 a 54 | 68    |
| 40    | 45 a 49 | 40    |
| 40    | 40 a 44 | 48    |
| 52    | 35 a 39 | 48    |
| 16    | 30 a 34 | 32    |
| 36    | 25 a 29 | 32    |
| 36    | 20 a 24 | 32    |
| 44    | 15 a 19 | 44    |
| 32    | 10 a 14 | 40    |
| 44    | 5 a 9   | 44    |
| 24    | 0 a 4   | 8     |

## Economia
El 2007 la població en edat de treballar era de 722 persones, 522 eren actives i 200 eren inactives. De les 522 persones actives 505 estaven ocupades (249 homes i 256 dones) i 17 estaven aturades (8 homes i 9 dones). De les 200 persones inactives 124 estaven jubilades, 53 estaven estudiant i 23 estaven classificades com a «altres inactius».

### Ingressos
El 2009 a Perrigny hi havia 475 unitats fiscals que integraven 1.147 persones, la mediana anual d'ingressos fiscals per persona era de 22.694 €.

### Activitats econòmiques
Dels 55 establiments que hi havia el 2007, 1 era d'una empresa de fabricació de material elèctric, 2 d'empreses de fabricació d'altres productes industrials, 8 d'empreses de construcció, 20 d'empreses de comerç i reparació d'automòbils, 4 d'empreses de transport, 2 d'empreses d'hostatgeria i restauració, 1 d'una empresa financera, 2 d'empreses immobiliàries, 9 d'empreses de serveis, 4 d'entitats de l'administració pública i 2 d'empreses classificades com a «altres activitats de serveis».
Dels 13 establiments de servei als particulars que hi havia el 2009, 2 eren tallers de reparació d'automòbils i de material agrícola, 3 paletes, 1 guixaire pintor, 1 fusteria, 2 electricistes, 2 perruqueries, 1 restaurant i 1 agència immobiliària.
Dels 6 establiments comercials que hi havia el 2009, 2 eren grans superfícies de material de bricolatge, 1 una botiga de menys de 120 m², 1 una fleca, 1 una sabateria i 1 una joieria.
L'any 2000 a Perrigny hi havia 13 explotacions agrícoles que ocupaven un total de 456 hectàrees.

## Equipaments sanitaris i escolars
El 2009 hi havia 1 escola maternal i 1 escola elemental.

## Poblacions més properes
El següent diagrama mostra les poblacions més properes.